# 12445 Sirataka
12445 Sirataka (1996 HE2) là một tiểu hành tinh vành đai chính được phát hiện ngày 24 tháng 4 năm 1996 bởi T. Okuni ở Nanyo.